# Blues Leaf Records
Blues Leaf Records is een Amerikaans platenlabel, gespecialiseerd in blues. Het werd opgericht door Joe Morabia en is onderdeel van Loose Leaf Music, gevestigd in Deal, New Jersey.
Musici die op het label uitkwamen zijn onder meer Gene Ludwig, Steve Bailey, Paul Oscher & Steve Guyger, Red Young, Bob DeVos, Vince Ector en Todd Wolfe.